# Puente Herrera
El puente Herrera está ubicado en el kilómetro 254 sobre la ruta 14 Brigadier General Venacio Flores, en el departamento de Durazno (Uruguay). Dicho puente conecta Villa  del Carmen con Sarandi del Yí. Se encuentra ubicado sobre el arroyo homónimo en el paraje Paso de Castro. El puente se encuentra a 2,5 km de la escuela N°17, que toma el nombre de dicho paraje. El puente es de interés turístico. 
El arroyo Antonio Herrera es un afluente del río Yí que recorre 34 km; mismo nace en Cuchilla Grande del Durazno. 
Esta zona era ganadera, actualmente es agrícola-forestal.

## Historia
Fue construido por resolución de la Junta Económica Administrativa en 1872. La idea fue diseñar una carretera desde la capital del departamento, hasta Sarandi del Yí.